# Porsche Carrera Cup Deutschland 1996
Der Porsche Carrera Cup Deutschland 1996 war die 7. Saison des Porsche Carrera Cup Deutschland. Der erste Lauf dieser Saison fand am 14. April 1996 auf dem Hockenheimring und das Saisonfinale am 13. Oktober fand ebenfalls dort statt.
Insgesamt wurden in dieser Saison neun Läufe in Deutschland, Belgien und Finnland ausgetragen. Die Rennen fanden im Rahmenprogramm der DTM statt.
Den Fahrertitel gewann Ralf Kelleners mit 154 Punkten.

## Starterfeld
Folgende Fahrer und Gastfahrer sind in der Saison gestartet:
| Nr. | Fahrer           | Team                    | Rennwochenende |
| --- | ---------------- | ----------------------- | -------------- |
| 1   | Harald Grohs     | Oberbayern Motorsport   |                |
| 4   | Ralf Kelleners   | Porsche Zentrum Koblenz |                |
| 5   | Horst Farnbacher | Farnbacher Motorsport   |                |
| 8   | Hans Willems     | Kadach Tuning           |                |
| 3   | Wolfgang Land    |                         |                |
| 12  | Gerhard Müller   |                         |                |
| 7   | Danny Pfeil      | Kadach Tuning           |                |
| 22  | Oliver Mathai    |                         |                |
| 9   | Frank Schmickler | tolimit Motorsport      |                |
|     | Jörg Bergmeister |                         |                |
| 11  | Patrick Simon    |                         |                |
| 44  | Kai Riemer       |                         |                |
| 13  | Toni Ruokonen    |                         | 4              |
| 14  | Axel Rohr        |                         |                |
| 6   | Horst Stäbler    |                         |                |
| 18  | Oliver Mai       | tolimit Motorsport      |                |
| 5   | Patrick Huisman  |                         | 4              |
| 22  | Jari Nurminen    |                         | 4              |
| 24  | Markku Alén      |                         | 4              |

      Gaststarter

## Rennkalender und Ergebnisse
| Runde | Rennstrecke    | Datum        | Pole-Position    | Schnellste Runde | Sieger          | Zweiter          | Dritter          |
| ----- | -------------- | ------------ | ---------------- | ---------------- | --------------- | ---------------- | ---------------- |
| 1     | Hockenheimring | 14. April    | Ralf Kelleners   | Ralf Kelleners   | Ralf Kelleners  | Frank Schmickler | Jörg Bergmeister |
| 2     | Nürburgring    | 12. Mai      | Frank Schmickler | Frank Schmickler | Ralf Kelleners  | Frank Schmickler | Patrick Simon    |
| 3     | Zolder         | 26. Mai      | Jörg Bergmeister | Wolfgang Land    | Ralf Kelleners  | Wolfgang Land    | Patrick Simon    |
| 4     | Helsinki       | 9. Juni      | Patrick Huisman  | Patrick Huisman  | Patrick Huisman | Ralf Kelleners   | Frank Schmickler |
| 5     | Norisring      | 23. Juni     | Ralf Kelleners   | Horst Farnbacher | Harald Grohs    | Horst Farnbacher | Frank Schmickler |
| 6     | Diepholz       | 6. Juli      | Hans Willems     | Frank Schmickler | Harald Grohs    | Ralf Kelleners   | Frank Schmickler |
| 7     | Siegerlandring | 18. August   | Ralf Kelleners   | Wolfgang Land    | Ralf Kelleners  | Wolfgang Land    | Frank Schmickler |
| 8     | Nürburgring    | 1. September | Frank Schmickler | Frank Schmickler | Harald Grohs    | Ralf Kelleners   | Hans Willems     |
| 9     | Hockenheimring | 13. Oktober  | Frank Schmickler | Horst Farnbacher | Harald Grohs    | Oliver Mathai    | Horst Farnbacher |

## Meisterschaftsergebnisse

### Punktesystem
Punkte wurden an die ersten 15 klassifizierten Fahrer in folgender Anzahl vergeben. Die Punkte von den Gaststartern wurden am Saisonende gestrichen, daher können gleiche Positionen unterschiedliche Punktwertungen aufweisen:
| Platz  | 1. | 2. | 3. | 4. | 5. | 6. | 7. | 8. | 9. | 10. | 11. | 12. | 13. | 14. | 15. |
| Punkte | 20 | 18 | 16 | 14 | 12 | 10 | 9  | 8  | 7  | 6   | 5   | 4   | 3   | 2   | 1   |

### Fahrerwertung
Folgende Fahrer kamen auf die ersten zehn Plätze der Punktewertung.
| Platz | Fahrer           | HOC1 | NÜR1 | ZOL | HEL | NOR | DIE | SIE | NÜR2 | HOC2 | Punkte |
| ----- | ---------------- | ---- | ---- | --- | --- | --- | --- | --- | ---- | ---- | ------ |
| 1     | Ralf Kelleners   | 1    | 1    | 1   | 2   | ?   | 2   | 1   | 2    | 4    | 154    |
| 2     | Frank Schmickler | 2    | 2    | DNF | 3   | 3   | 3   | 3   | ?    | 7    | 121    |
| 3     | Harald Grohs     |      |      |     | DNF | 1   | 1   |     | 1    | 1    | 106    |
| 4     | Danny Pfeil      |      |      |     | DNS |     |     |     |      | 10   | 96     |
| 5     | Gerhard Müller   |      |      |     | 8   |     |     |     |      | 9    | 89     |
| 6     | Hans Willems     |      |      |     | DNF |     | ?   |     | 3    | 6    | 77     |
| 7     | Jörg Bergmeister | 3    |      | ?   |     |     |     |     |      | 5    | 74     |
| 8     | Patrick Simon    |      | 3    | 3   | 11  |     |     |     |      |      | 73     |
| 9     | Horst Stäbler    |      |      |     | 7   |     |     |     |      |      | 64     |
| 10    | Kai Riemer       |      |      |     | 5   |     |     |     |      | 8    | 62     |
| ?     | Wolfgang Land    |      |      | 2   |     |     |     | 2   |      |      | ?      |
| ?     | Oliver Mathai    |      |      |     |     |     |     |     |      | 2    | ?      |
| ?     | Horst Farnbacher |      |      |     |     | 2   |     |     |      | 3    | ?      |
| ?     | Axel Rohr        |      |      |     | 9   |     |     |     |      |      | ?      |
| ?     | Oliver Mai       |      |      |     | 10  |     |     |     |      |      | ?      |
| ?     | Patrick Huisman  |      |      |     | 1   |     |     |     |      |      | 0      |
| ?     | Jari Nurminen    |      |      |     | 4   |     |     |     |      |      | 0      |
| ?     | Markku Alén      |      |      |     | 6   |     |     |     |      |      | 0      |
| ?     | Toni Ruokonen    |      |      |     | DNF |     |     |     |      |      | 0      |
| Platz | Fahrer           | HOC1 | NÜR1 | ZOL | HEL | NOR | DIE | SIE | NÜR2 | HOC2 | Punkte |

| Legende  | Legende            | Legende                                                          |
| Farbe    | Abkürzung          | Bedeutung                                                        |
| -------- | ------------------ | ---------------------------------------------------------------- |
| Gold     | –                  | Sieg                                                             |
| Silber   | –                  | 2. Platz                                                         |
| Bronze   | –                  | 3. Platz                                                         |
| Grün     | –                  | Platzierung in den Punkten                                       |
| Blau     | –                  | Klassifiziert außerhalb der Punkteränge                          |
| Violett  | DNF                | Rennen nicht beendet (did not finish)                            |
| Violett  | NC                 | nicht klassifiziert (not classified)                             |
| Rot      | DNQ                | nicht qualifiziert (did not qualify)                             |
| Rot      | DNPQ               | in Vorqualifikation gescheitert (did not pre-qualify)            |
| Schwarz  | DSQ                | disqualifiziert (disqualified)                                   |
| Weiß     | DNS                | nicht am Start (did not start)                                   |
| Weiß     | WD                 | zurückgezogen (withdrawn)                                        |
| Hellblau | PO                 | nur am Training teilgenommen (practiced only)                    |
| Hellblau | TD                 | Freitags-Testfahrer (test driver)                                |
| ohne     | DNP                | nicht am Training teilgenommen (did not practice)                |
| ohne     | INJ                | verletzt oder krank (injured)                                    |
| ohne     | EX                 | ausgeschlossen (excluded)                                        |
| ohne     | DNA                | nicht erschienen (did not arrive)                                |
| ohne     | C                  | Rennen abgesagt (cancelled)                                      |
| ohne     | keine WM-Teilnahme |                                                                  |
| sonstige | P/fett             | Pole-Position                                                    |
| sonstige | 1/2/3/4/5/6/7/8    | Punktplatzierung im Sprint-/Qualifikationsrennen                 |
| sonstige | SR/kursiv          | Schnellste Rennrunde                                             |
| sonstige | *                  | nicht im Ziel, aufgrund der zurückgelegten Distanz aber gewertet |
| sonstige | ()                 | Streichresultate                                                 |
| sonstige | unterstrichen      | Führender in der Gesamtwertung                                   |